# Légion arabe
Pour les articles homonymes, voir Légion.
La Légion arabe est l’armée de l’Émirat de Transjordanie, puis, pour un temps, du royaume hachémite de Jordanie. Bien que prenant officiellement ce nom en avril 1923, la Légion arabe existe de fait depuis les années 1920-1921, lorsque le capitaine britannique Frederick Peake réorganise les forces de sécurité présentes en Transjordanie pour le compte de l’émir Abdallah Ier. Au cours des années 1920, elle joue un rôle essentiel dans la sécurisation des campagnes transjordaniennes et le renforcement du pouvoir central de l’émirat.

## Historique

### Contexte de création
Après la Première Guerre mondiale, la Transjordanie fait partie de ce qui deviendra le royaume arabe de Syrie, indépendant de fait après le retrait des Britanniques en décembre 1919. Le royaume est cependant éphémère, les Français obtenant un mandat sur la Syrie dans le cadre des protocoles de Sèvres tandis que la Transjordanie fait partie du mandat britannique sur la Palestine. L’accord ne satisfait pas les Arabes, qui tentent de résister à l’arrivée des Français en Syrie, mais sont rapidement écrasés pendant l’été 1920.
Les nationalistes arabes se regroupent alors en Transjordanie et Abdallah bin al-Hussein, furieux de s’être vu en même temps privé du trône d’Irak qui lui avait été promis, prend leur tête pour combattre les Français. Peu après, le 29 mars 1921, afin d’éviter les troubles dans la région, les Britanniques reconnaissent son autorité sur la Transjordanie, à condition qu’il renonce à essayer de s’emparer de la Syrie. L’accord stipule également qu’il doit « suivre les conseils » du représentant britannique à Amman, en échange de quoi ceux-ci acceptent de prendre certains frais en charge, notamment concernant l’établissement de forces de sécurité. Ces subsides sont augmentées à la fin de l’année 1921, lorsqu’un nouvel accord est signé avec les Britanniques, qui installent un résident à Amman.

### Premières forces de sécurité

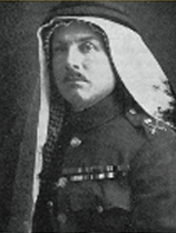
Frederick Peake

En octobre 1920, le capitaine Frederick Peake, de la police palestinienne, est envoyé sur place pour évaluer l’état des forces de sécurité locales. Celles-ci sont alors composées d’une gendarmerie, la darak, et d’une police, la shurṭa, restes désorganisés de l’administration du royaume de Syrie. Peake obtient alors d’établir une troupe de cent hommes, la Mobile Force, pour sécuriser la route entre Amman et la Palestine. Une autre petite unité de cinquante hommes doit assurer la protection de la représentation britannique à Al-Karak,. En parallèle, Abdallah dispose d’environ deux cents hommes qu’il a amené avec lui de Ma’an et qui forment un bataillon d’infanterie.
L’effectif augmente rapidement, cinquante-deux hommes étant recrutés dans les mois qui suivent, mais de lourdes pertes sont subies en mai 1921 lors d’une opération dans la région d’Al-Karak. Cet incident met en évidence à la fois le besoin impératif de forces de sécurité solides pour imposer l’autorité du gouvernement central aux chefs tribaux et la nécessité pour y parvenir de refondre ces mêmes forces. Il incite également les autorités britanniques à investir davantage de moyens dans le support à Abdallah, afin de lui permettre de pacifier la région.
Peake refonde le corps à la fin de l’année 1921, cette fois avec 750 hommes. Le recrutement est toutefois difficile en Jordanie, obligeant Peake à faire appel à des volontaires en Syrie, Palestine et Égypte. Dans les années suivantes, les troupes, notamment la Mobile Force, sont régulièrement impliquées dans des escarmouches contre des tribus rebelles et assurent la collecte des taxes dans les régions les moins sures. Par ailleurs, elles mettent fin avec l’aide des Britanniques à une tentative de coup d’état en septembre 1923.

### Fondation de la Légion arabe

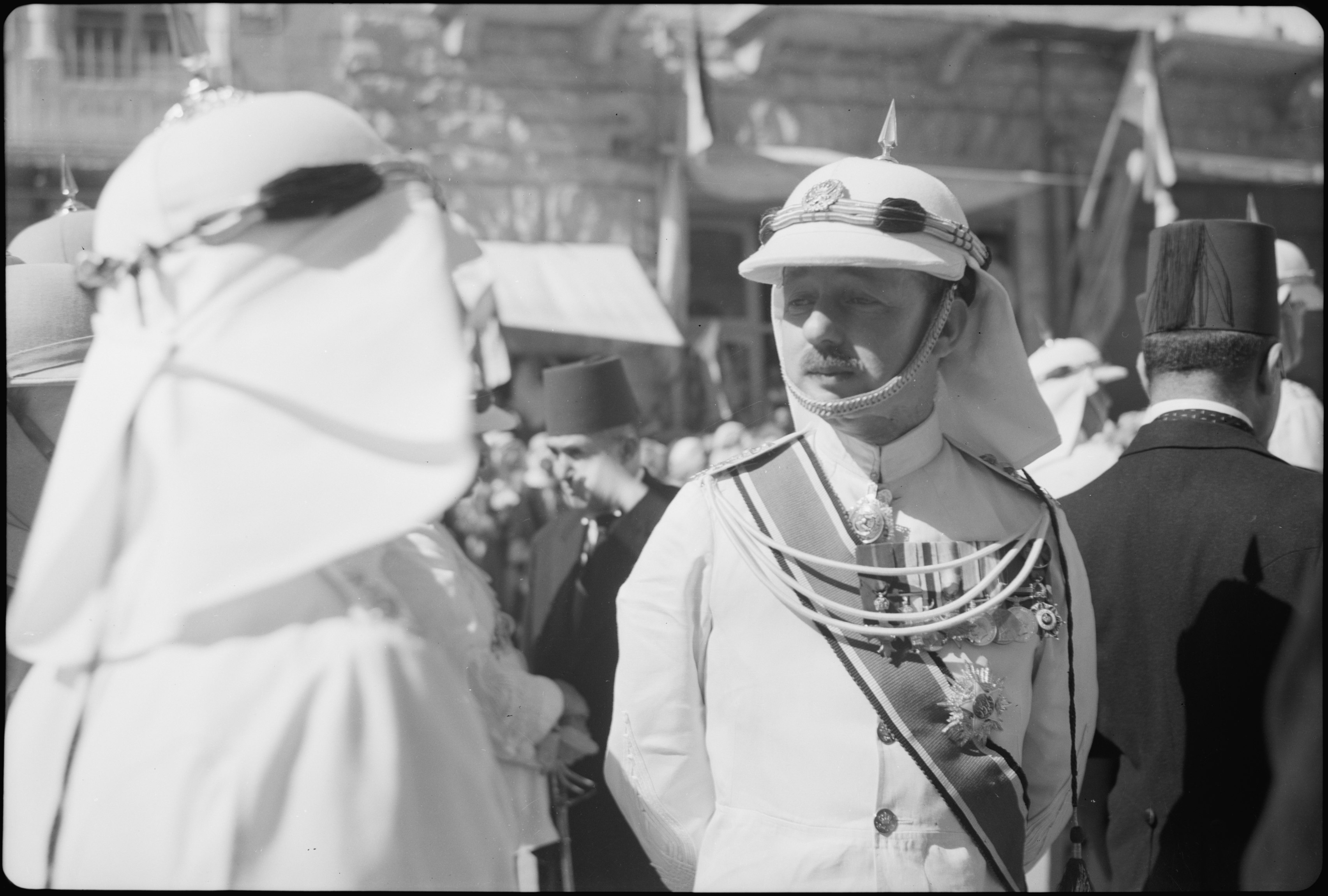
John Baggot Glubb en 1940.

La force prend en avril 1923 le nom de Al Jeish Al Arabī, « l’armée arabe », mais les Anglais l’appellent The Arab Legion, « la légion arabe » et l’ensemble des effectifs y sont fusionnés pour un total de 1 300 hommes,. En parallèle, la nouvelle armée est progressivement purgée des officiers sympathisants du parti de l’indépendance, dont beaucoup collaborent avec les rebelles syriens affrontant les Français, ce qui pose régulièrement des problèmes diplomatiques.
La Légion arabe subit toutefois un important revers trois ans plus tard : le 1er avril 1926, les Britanniques créent la Transjordan Frontier Force, ou TJFF, qui prend en charge la défense extérieure et est entièrement sous le contrôle de la Couronne. Privée de son rôle militaire pour devenir une simple force de police, la Légion voit son effectif passer de 1 600 à 900 hommes et perd ses troupes spécialisées,. La TJFF se révèle toutefois largement inefficace, tandis que la Légion, affaiblie, n’est plus en mesure de sécuriser convenablement le territoire, ce qui se traduit par une hausse des troubles, notamment des raids bédouins, à partir de 1928.
Afin de lutter contre les raids des Bédouins, la Légion se remilitarise progressivement à partir du début des années 1930. John Bagot Glubb, le second de Peake, créé notamment en décembre 1930 la Badieh, ou Patrouille du désert. Après des débuts difficiles, cette force se révèle particulièrement efficace et les raids cessent totalement après juillet 1932. Les troubles en Palestine de la fin des années 1930 amènent également à la création d’une force motorisée, dont les 350 hommes sont recrutés parmi les Bédouins. Peake se retire peu après, en mars 1939, laissant le commandement à Glubb.

### Seconde Guerre mondiale

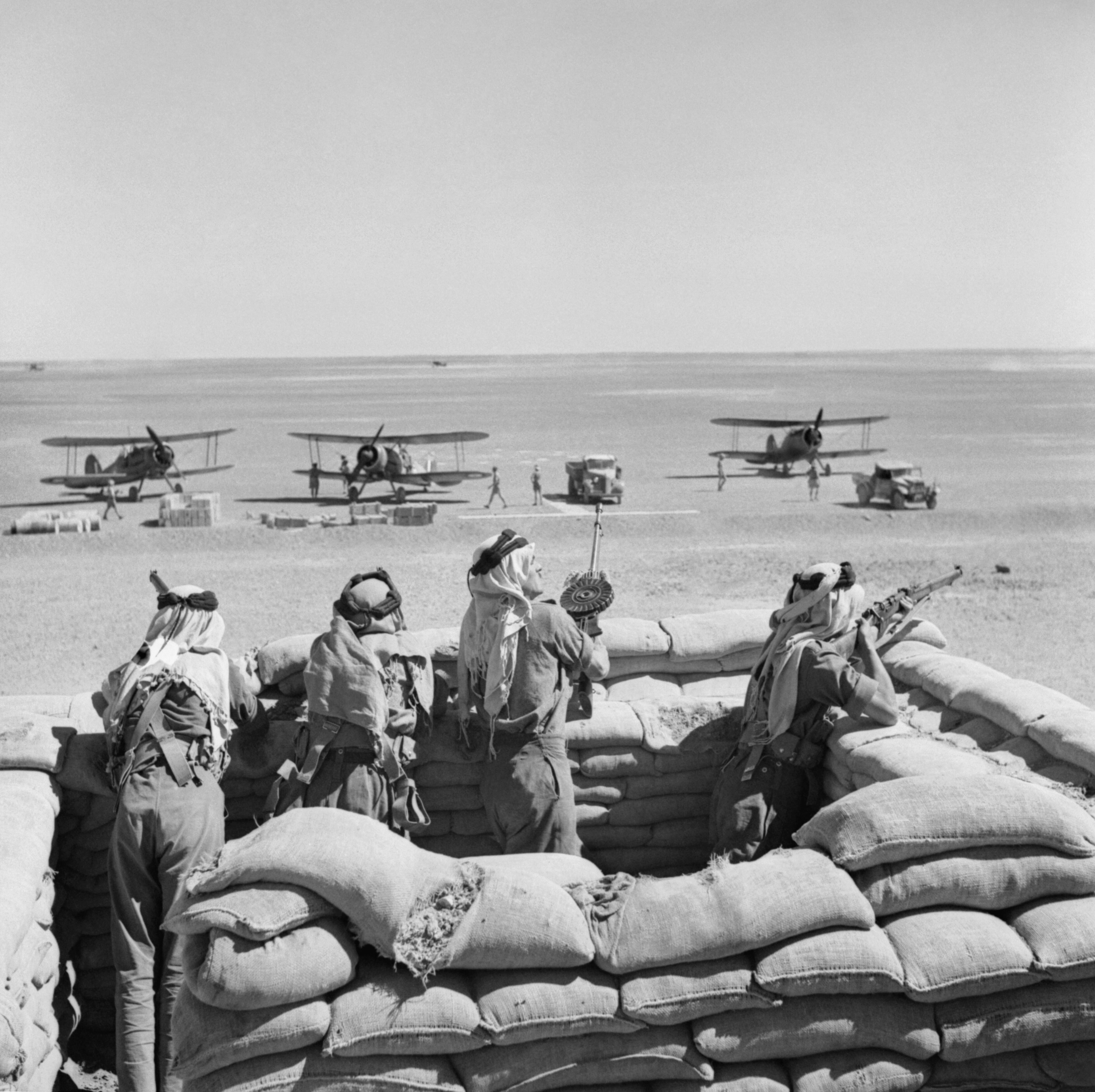
Soldats de la Légion arabe gardant une station de pompage d’un pipeline en Transjordanie pendant la Seconde Guerre mondiale.

Après la défaite de la France en 1940, les Italiens et les Allemands s’installent en Syrie et au Liban, l’Irak devenant par ailleurs un état pantin de l’Allemagne en 1941. L’Émirat de Transjordanie reste cependant fidèle au Royaume-Uni et la Légion arabe est renforcée en conséquence, sa troupe motorisée devenant un régiment, dont l’équipement est fourni par les Britanniques. Dans les mois qui suivent, les troupes de la Légion épaulent l’armée britannique, assurant la garde d’installation stratégiques, comme les stations de pompage de l’oléoduc de Mossoul à Haïfa, et servant de guides aux Alliés à travers le désert pendant la guerre anglo-irakienne.
La Légion a un rôle plus actif pendant la campagne de Syrie et s’illustre pendant la bataille de d’Al-Soukhna, qui précipite la reddition des troupes de Vichy. Les Alliés préfèrent toutefois ne l’utiliser par la suite qu’en tant que garnison -malgré les demandes de Glubb et Abdallah- et la Légion ne participe à aucun autre combat pour le restant de la guerre.

### Guerre israélo-arabe de 1948
Le mandat britannique en Palestine s’achève le 15 mai 1948 et le même jour, à la demande des Palestiniens, la Légion arabe franchit la frontière avec 4 500 hommes répartis en deux brigades d’infanterie, deux batteries d’artillerie et sept compagnies de garnison, afin de sécuriser les régions de Naplouse et Ramallah. Le 17 mai, malgré la réticence de Glubb, le roi Abdallah lui ordonne d’entrer dans Jérusalem. Pendant qu’une partie de la Légion combat dans la Vieille-ville, le reste occupe la région de Latroun, où il coupe la route vers Tel-Aviv. Malgré les attaques répétées des Israéliens, la Légion parvient à tenir ses positions et se retrouve progressivement seule à garder la frontière, les autres pays arabes se retirant progressivement.

### Fin de la Légion arabe
À la signature de la paix de Rhodes en 1949, l’effectif atteint douze mille hommes, mais la plupart ont été recrutés à la hâte et sont mal formés, problème aggravé par le manque d’officiers expérimentés. Les Britanniques apportent leur aide, à la fois financièrement et en fournissant un encadrement, mais cette assistance est progressivement remise en cause au cours des années 1950, étant perçue par une partie de la population comme de l’ingérence. Grubb essaie d’organiser une transition en douceur de l’encadrement britannique vers un encadrement arabe, mais l’augmentation des critiques dans le contexte des émeutes de 1955 amène le roi Hussein à renforcer sa politique d’arabisation de l’armée. Grubb est ainsi limogé le 1er mars 1956, de même que les soixante-cinq officiers britanniques restants. Le même jour, la radio d’État proclame que la Légion arabe est remplacée par l’Armée arabe jordanienne.

## Composantes

### Armée de terre

#### Organisation initiale
Dans les premières années d’existence de la Légion arabe, il n’y a pas de distinction profonde entre forces de police et forces armées, les secondes étant principalement chargées de missions de maintien de l’ordre. Il est toutefois possible de distinguer en 1920-1921 comme armée régulière un petit bataillon d’environ deux cents hommes que Abdallah a ramené avec lui de Ma'an et qui est nommé al-katība al-niẓāmiyya. S’y ajoutent une centaine d’hommes montés à dos de chameau, qui forment la garde rapprochée du roi, quwwat al-hajjāna.
Après la refonte de 1921, la Légion arabe compte à l’automne de cette année trois compagnies de cavalerie, deux compagnies d’infanterie, une compagnie de mitrailleuses, une batterie d’artillerie de montagne et un escadron de transmission.

#### Infanterie
Pendant la Seconde Guerre mondiale, la Légion arabe adopte l’organisation de l’infanterie britannique, avec deux brigades de trois régiments chacune. S’y ajoutent des compagnies indépendantes de « Gardes », qui, dotée d’un équipement rudimentaire et peu entraînées, sont plutôt destinées à assurer des missions de sécurité sur les arrières, et la Desert Mechanized Force, qui, contrairement à ce que semble indiquer son nom, n’est pas mécanisée mais uniquement équipée de camions. À cette date il existe une séparation stricte dans le recrutement entre cette dernière, qui est uniquement composée de bédouins, et le reste de l’infanterie, dont les hommes sont des haderi, des habitants des villes et villages.
Les effectifs s’accroissent considérablement à partir de 1949, avec la formation d’une division divisée en trois brigades de trois bataillons selon le système britannique. S’y ajoute un dixième bataillon, appelée « régiment hashemite », qui sert de réserve. Les bataillons comptent quatre compagnies de trois pelotons d’infanterie, une compagnie de support dotée d’un peloton de mitrailleuses, un peloton de mortiers, un peloton anti-char et, dans certains, cas un peloton de pionniers et enfin une compagnie de commandement divisée en un peloton de transmissions, un peloton de transport et un peloton administratif. L’effectif total d’un bataillon est généralement compris entre huit et neuf cents hommes. En dépit de ces changements, la politique de recrutement reste la même, les bédouins et les haderi n’étant pas mélangés, mais forment des bataillons ethniquement homogènes.
Pendant toute son existence, l’infanterie de la Légion reste cependant handicapée par le manque d’officiers expérimentés. Ce n’est en effet qu’avec la Seconde Guerre mondiale, et surtout avec la guerre contre Israël en 1948, que la Légion se trouve confrontées à des armées organisées. Il est de fait difficile de trouver des officiers arabes avec une culture militaire de plusieurs décennies, ce qui explique pourquoi une partie des officiers supérieurs sont britanniques.

#### Artillerie
De 1921 à 1927, l’artillerie de la Légion se résume à deux canons de montagne, qui ne sont utilisés qu’occasionnellement. La branche de l’artillerie disparaît en 1927 pour en réapparaître qu’en 1948 avec la réception de huit canons Ordnance QF 25 pounder. Ceux-ci sont organisés en deux batteries de quatre canons affectées chacune à l’une des deux brigades d’infanterie. C’est surtout après la formation de la division d’infanterie en 1949 que l’artillerie s’accroît par la formation de deux régiments d’artillerie, un troisième étant encore ajouté en 1954. Un quatrième régiment mixte regroupe l’artillerie anti-aérienne et antichar, notamment des canons Ordnance QF 17 pounder. Dès 1954, la lutte antichar sort toutefois du giron de l’artillerie pour passer à des pelotons spécialisés au sein des bataillons d’infanterie, auxquels les pièces sont réattribuées. Le 4e régiment devient un régiment d’artillerie légère antiaérienne, principalement équipé de canons de 40 mm Bofors à l’utilité relativement limitée contre l’aviation moderne. Enfin, la branche comprend également une école d’artillerie destinée à la formation d’officiers et sous-officiers arabes.

#### Arme blindée
Les blindés apparaissent font leur entrée dans la Légion en 1939 avec la transformation de six camions en automitrailleuses artisanales par l’ajout de blindage et de mitrailleuses. En 1945, de vrais automitrailleuses Marmon-Herrington sont achetées à l’Afrique du Sud. Il apparaît toutefois après les premiers combats contre les Israéliens que leur canon de 2-pdr est insuffisant pour lutter contre les chars, conduisant à leur remplacement en interne par des canons de 6-pdr à partir de 1953.
Initialement intégrés aux bataillons d’infanterie, les blindés sont regroupés après 1948 dans une unité dédiée, le 1st Armoured Car Regiment. Son organisation est similaire à celle des régiments britanniques équivalents, avec trois escadrons d’automitrailleuses, dits « sabres », un escadron de commandement, une troupe de transmissions et un détachement médical léger. Chaque sabre comprend plusieurs troupes de reconnaissance, composée chacune de deux automitrailleuses et deux Landrover 80, et une troupe de soutien comprenant trois obusiers de 3-in montés sur d’anciens châssis d’automitrailleuses et cinq sections d’assaut utilisant elles-aussi ce type de véhicule ou des camions de 1-ton. Un deuxième régiment est formé ultérieurement, mais, faute de financements, compte moins d’hommes et est mois bien équipé que le premier. Les deux régiment sont presque exclusivement composés de bédouins.
L’arme blindée croît au début des années 1950 avec l’ajout en 1952 d’un régiment de chars permettant la formation d’une brigade, la 4e brigade blindée. Faute de pouvoir se procurer des chars, les Jordaniens obtiennent des Britanniques des chasseurs de chars Archer. Le 3e régiment de chars comprend ainsi trois escadrons comptant chacun quatre troupes de trois Archer et quelques Landrover 80 assignés au commandement de l’escadron. En 1954, deux des escadrons sont rééquipés avec des Charioteer. Le régiment est essentiellement composé d’haderi, avec une forte proportion d’officiers britanniques. Rebaptisé Royal Armoured Corps par le roi Hussein en 1954, l’arme blindée se voit adjoindre également le Desert Reconnaissance Squadron, une unité bédouine équipée de Landrover et utilisant des tactiques inspirées du SAS, ainsi que, en 1955, l’Armoured Corps Boys, une unité de cadets destinée à résoudre le problème du recrutement et de la formation d’équipages compétents.

#### Ingénieurs et transmissions
Des escadrons d’ingénieurs sont formés après 1949 et regroupés en 1952 au sein d’un régiment spécialisé comptant trois escadrons. Afin de répondre aux besoins grandissants, le régiment devient peu de temps après un corps, l’Arab Legion Royal Engineers, qui comprend également un escadron de formation et un de cadets. Majoritairement composé de haderi, le corps compte une proportion importante d’officiers britanniques du fait du manque d’officiers jordaniens expérimentés. L’Arab Legion Royal Engineers est distinct de l’Arab Legion Electrical and Mechanical Engineers, formation qui regroupe les ateliers et les magasins de pièces détachées destinés à l’entretien du matériel. Mis en place entre 1949 et 1954, celle-ci comprend quatre ateliers rattachés aux trois brigades d’infanterie et à la brigade blindée ainsi que deux ateliers fixes, un à Amman pour l’entretien des véhicules de police et un grand à Zarka pour celui des véhicules blindés et de l’artillerie.
Les transmissions ne sont organisées formellement qu’après la Seconde Guerre mondiale, même si la radio est en usage dans la Légion depuis le début des années 1920. Sous le commandement du Chief Signal Officer, rattaché à l’état-major de la Légion, les transmissions comportent un régiment, qui fournit aux unités de la division les troupes de transmissions qui leur sont attachées. Une section spécialisée dans le contrôle de l’appui aérien lui est adjointe en 1955, mais la Légion est dissoute avant que la branche de l’aviation ne soit dotée d’avions armés.

### Police
La police compte elle-même plusieurs branches. La police, dont les agents sont reconnaissables à leur casquette à pointe, est héritière de la shurṭa : elle opère à pied et s’occupe du maintien de l’ordre dans les zones urbanisées. La gendarmerie reprend de son côté le rôle de la darak et patrouille dans les régions rurales. Au début des années 1920, elle compte environ quatre cents hommes répartis en trois unités étant en charge chacune d’une des provinces administratives (Ajlun, Balqa et Karak). S’y ajoute au début des années 1930 la patrouille du désert, composée de bédouins surveillant les zones désertiques à dos de chameau. L’équipement est léger, les agents étant rarement armés plus lourdement qu’avec des pistolets et des fusils,.

### Marine et aviation

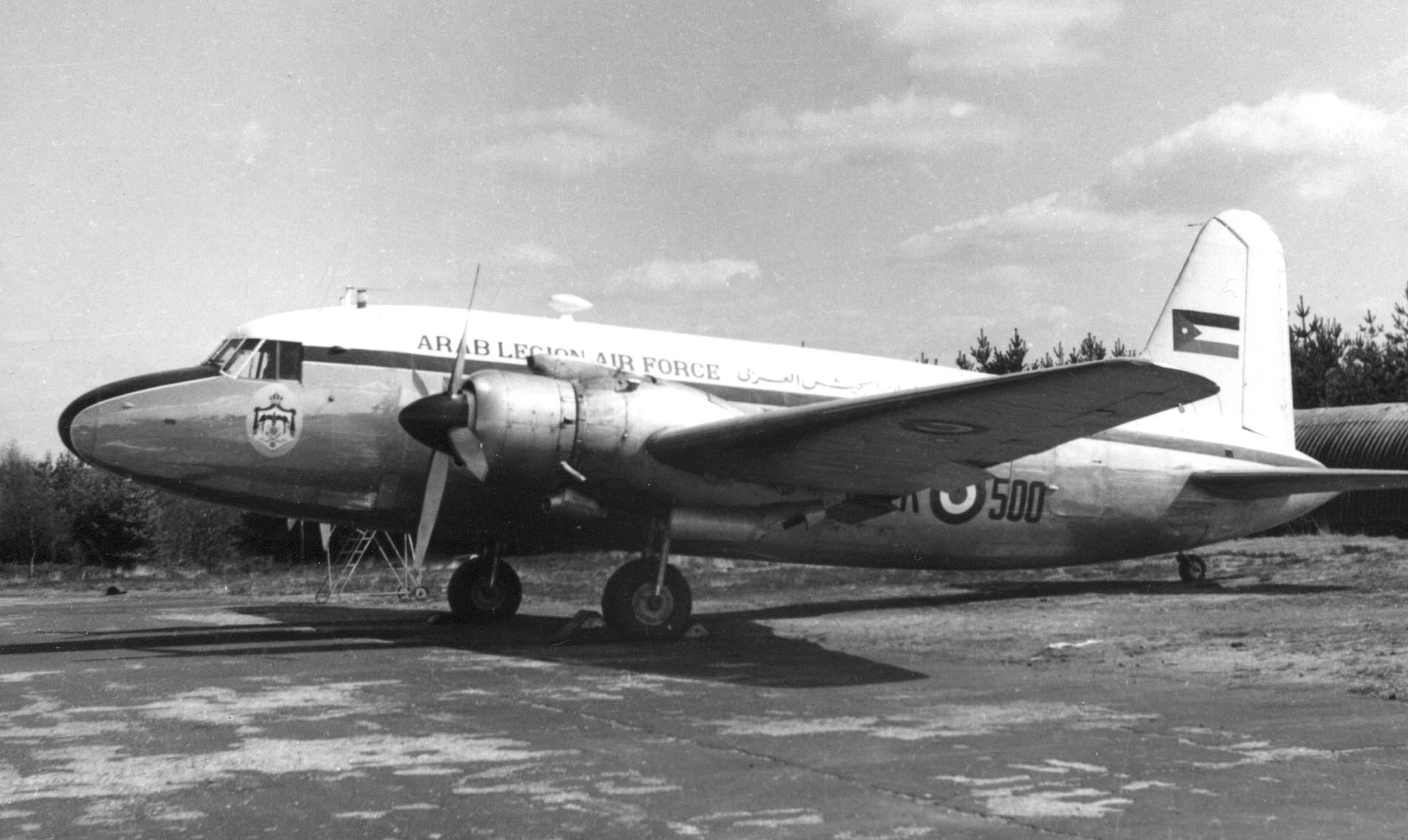
Vickers Viking des forces aériennes de la Légion arabe.

Bien que la Jordanie ait depuis sa création un débouché sur Golfe d'Aqaba, c’est dans le but de contrôler la Mer Morte face aux Israéliens qu’une composante maritime est ajouté à la Légion arabe en 1948. Celle-ci reste longtemps primitive, étant constituée de bateaux de diverses origines modifiés sur place pour emporter des mitrailleuses ou des tourelles prélevées sur les anciennes automitrailleuses Marmon-Herrington. Ce n’est qu’en 1955 que la Légion reçoit deux vedettes rapides spécialement conçues pour le lac, avec un traitement spécial leur permettant de mieux résister à la corrosion engendrée par le haut degré de salinité de l’eau.
Tout comme la marine, l’aviation de la Légion arabe ne s’est mise en place que tardivement et n’a jamais été de grande ampleur. En 1954, les forces aériennes de la Légion se résument à deux De Havilland Dove, un Vickers Viking et un Monarch, ce dernier étant toutefois détruit dans un accident quelques semaines après son arrivée. L’année suivante, quelques appareils sont achetés à Auster Aircraft pour servir d’avions d’observation et à la fin de l’année, des équipages commencent à être formés sur le chasseur à réaction De Havilland Vampire. la démarche n’aboutit cependant pas avant la fin de la Légion arabe et la composante aérienne devient à partir de mars 1956 l’armée royale de l’air jordanienne.

### Garde nationale
La garde nationale est fondée après 1948 afin d’assurer la garde statique de la frontière avec Israël en Cisjordanie sans devoir y immobiliser la Légion. L’idée initiale de Glubb est de la former à partir de volontaires des villages frontaliers servant gratuitement. Rapidement toutefois la Jordanie met en place la conscription obligatoire, tous les hommes en âge de servir devant effectuer un mois d’entraînement, permettant de rassembler un effectif de trente mille hommes. Placée sous le commandement du quartier général de la Légion, la garde nationale est organisée en groupes de six à huit villages chargés d’organiser la défense de leur zone. Pauvrement équipée, la garde nationale obtient des résultats inégaux, échouant à empêcher le massacre de Qibya, mais empêchant avec succès une tentative similaire à Beit Liqya en 1954.

## Structure de commandement

### Haut-commandement
Selon l’organisation définie lors de la formation de l’administration jordanienne en avril 1921, le commandant en chef de l’armée est l’émir. La gestion administrative est déléguée à un mushāwir, une sorte de ministre, chargé de l’ordre public et de la sécurité. Les Britanniques, notamment Peake, n’ont à ce moment-là qu’un rôle de conseil, mais cela change après l’incident de Karak : en échange d’un soutien accru, le gouvernement britannique obtient que ce dernier soit en charge à la fois du commandement militaire et de la gestion administrative à la place du mushāwir. Lorsque la Légion arabe est officiellement fondée en septembre 1923, Peake est placé à sa tête avec le grade d’Amir Liwā’, ou brigadier-général.

### Grades
| Légion arabe  | Équivalent               | Titre   |
| ------------- | ------------------------ | ------- |
| Al Fariq      | Général de corps d’armée | Pasha   |
| Amir al Liwa  | Général de division      | Pasha   |
| Zaim          | Général de brigade       | Bey     |
| Qaimakam      | Colonel                  | Bey     |
| Qaid          | Lieutenant-colonel       | Bey     |
| Wakil Qaid    | Commandant               | Bey     |
| Rais          | Capitaine                | Bey     |
| Mulazim Awal  | Lieutenant               | Effendi |
| Mulazim Thani | Sous-lieutenant          | Effendi |
| Morasha       | Élève-officier           | Effendi |
| Waqil         | Adjudant                 | Effendi |
| Naqib         | Sergent d’état-major     | Effendi |
| Naib          | Sergent                  | Aucun   |
| Areef         | Caporal                  | Aucun   |
| Jundi Awal    | Lance-caporal            | Aucun   |
| Jundi Thani   | Soldat                   | Aucun   |

## Uniforme
L’uniforme est similaire à celui de la British Army, mais avec certaines particularités. Le port de l’agal et du shemagh, dans l’armée, ou du ghutra, dans la police et la garde nationale, remplace notamment très fréquemment celui de la casquette et du calot ; la police porte également une casquette à pointe distinctive. La coupe de l’uniforme s’éloigne parfois aussi considérablement de son modèle d’origine, les bédouins portant ainsi un uniforme taillé sur le modèle de leur robe traditionnelle. L’uniforme de la police a la particularité d’être bleu en hiver et kaki en été, alors que celui de l’armée est toujours kaki, même s’il existe également des différences entre été et hiver.
Des uniformes particuliers sont portés par les différentes unité de gardes du corps. La garde circassienne du roi Abdallah porte la tenue traditionnelle semblable à celle des cosaques, avec une robe proche de la tcherkeska et un sabre proche de la chachka ou du yatagan. La garde royale porte une tunique rouge et un pantalon bleu marine.
L’insigne de la Légion arabe représente deux sabres croisés sous une couronne, le tout dans une couronne de laurier. Il comporte la mention Jeish-el-Arabi, qui est reprise également sur une broche portée habituellement sur les épaulettes. L’insigne est en métal argenté pour l’armée et doré pour la police et la garde nationale.